# Frontière (conquête de l'Ouest)
Pour les articles homonymes, voir Frontière (homonymie).
 (septembre 2020).
Si vous disposez d'ouvrages ou d'articles de référence ou si vous connaissez des sites web de qualité traitant du thème abordé ici, merci de compléter l'article en donnant les références utiles à sa vérifiabilité et en les liant à la section « Notes et références ».

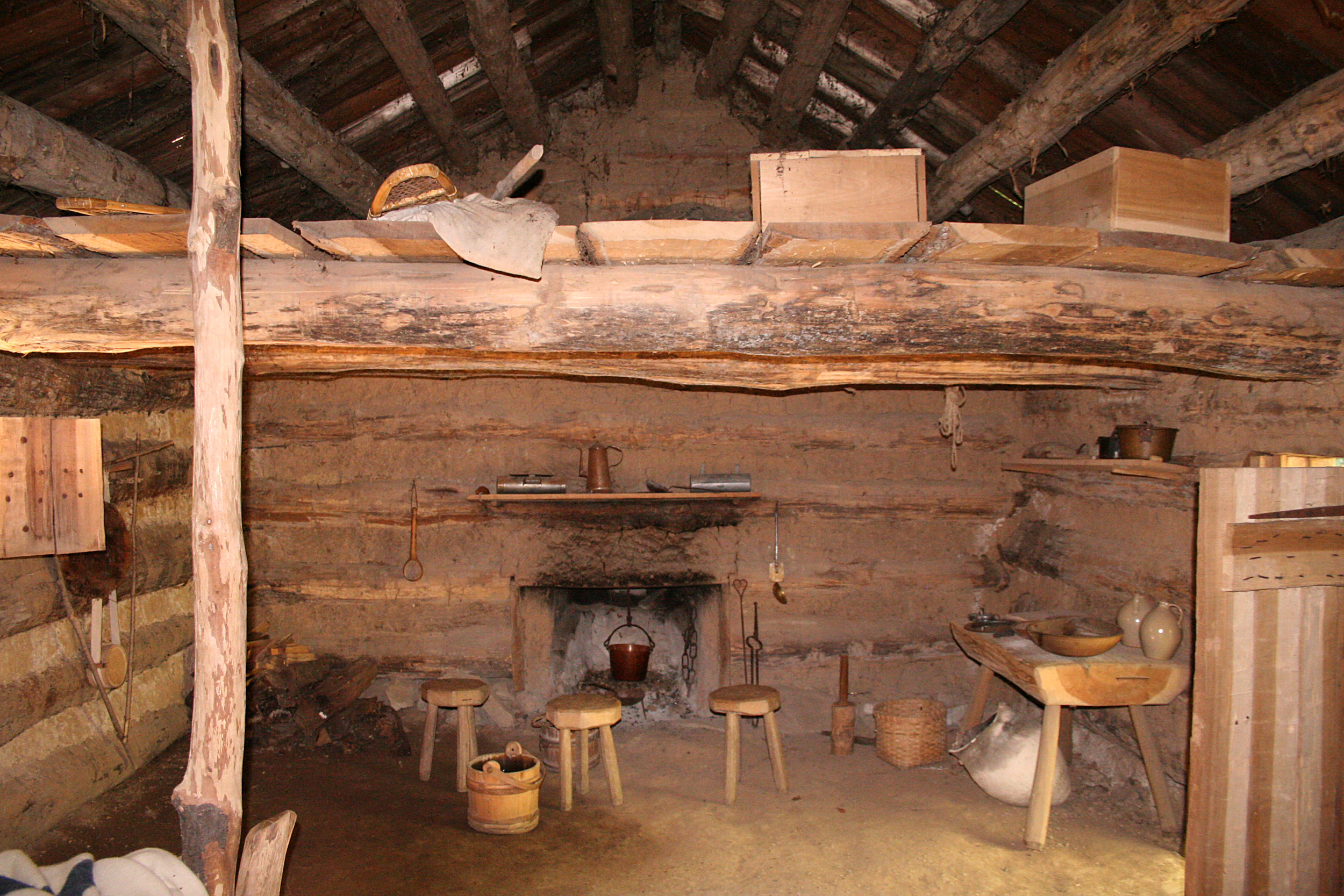
Reconstitution d'une cabane de pionnier dans un musée de l'Indiana.

La frontière (frontier en anglais) est la ligne marquant la zone limite de l'implantation des populations d'origine européenne dans le contexte de la conquête de l'Ouest. Elle est l'un des concepts historiques majeurs des États-Unis.

## Définition et développement

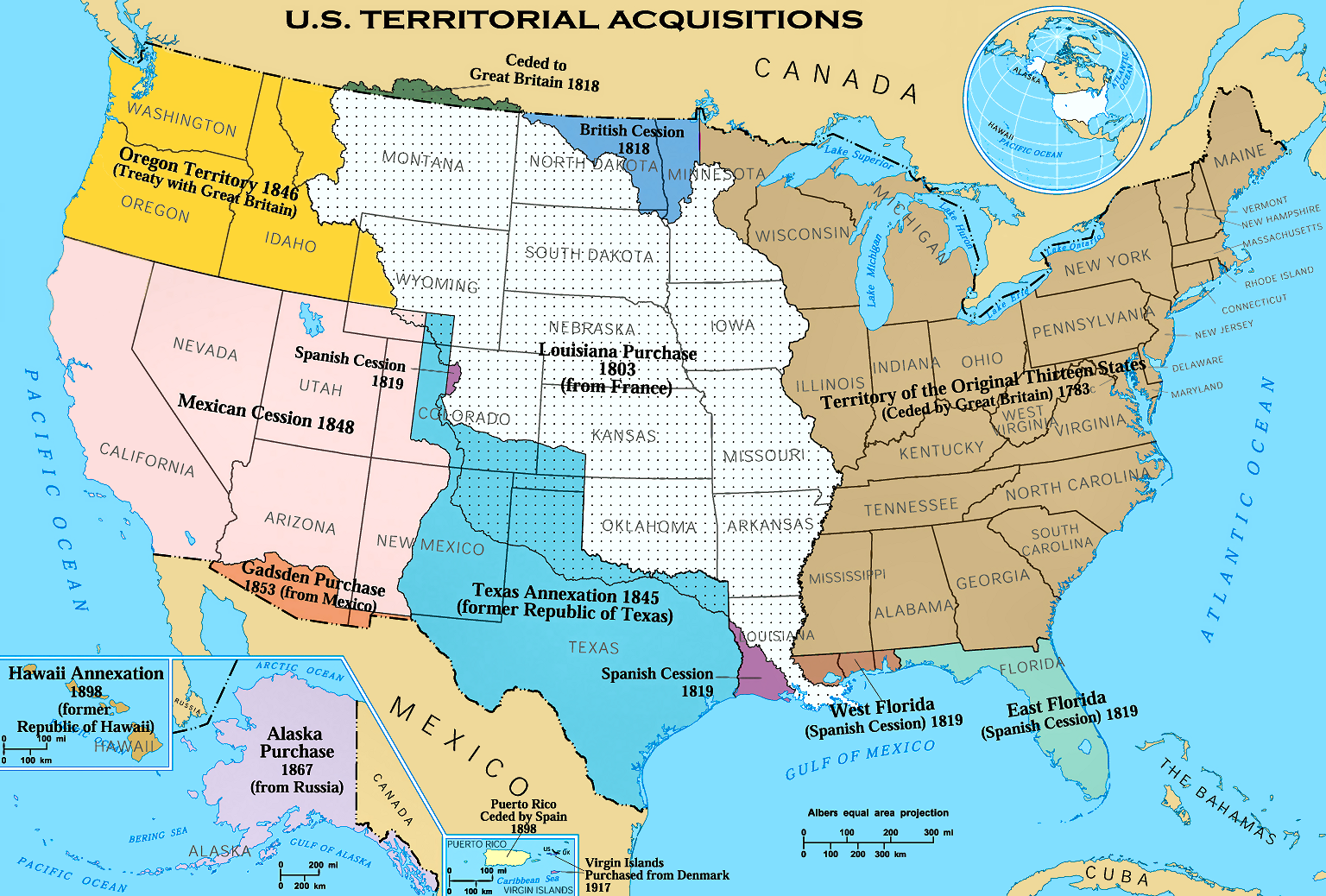
Évolution territoriale des États-Unis.

Le mot Frontier fut emprunté au français par les anglophones au XVe siècle et avait la signification française de frontière, soit la région d'un pays qui fait face à un autre pays. L'utilisation du mot frontier désignant « une région aux confins d'un territoire civilisé » est une acception nord-américaine. Elle désigne donc plus un front pionnier qu'une frontière telle qu'on l'entend généralement en français. Son existence a joué un rôle très fort dans l'histoire et l'imaginaire américain ainsi que dans la construction même de la société et de l'identité américaine. Ainsi, de John Ford à John Wayne, c'est le sujet de nombreux westerns lyriques, tournés dans les années 1960. Elle fait aussi une apparition dans les jeux vidéo, comme Assassin's Creed III, où s'y passe une très grande partie de la campagne.
À travers l'histoire du Canada et des États-Unis l'expansion de la colonisation se faisant surtout d'est en ouest, ce terme désignait le plus souvent la partie ouest de ces deux pays. Sur la côte pacifique, la progression était quant à elle orientée vers l'est. Par contre, au Québec, la colonisation s'est plutôt faite vers les régions situées plus au nord du fleuve Saint-Laurent : dans les Laurentides (dans un premier temps par l'homme politique Augustin-Norbert Morin dans le secteur de Sainte-Adèle puis, dans un deuxième temps, sous l'impulsion du curé Antoine Labelle, dont la volonté était de coloniser le nord jusqu'en Abitibi) ; en Matawinie, dans Lanaudière ; au Lac-Saint-Jean ; enfin, en Abitibi et au Témiscamingue. Ce qui a fait dire au géographe Christian Morissonneau « qu'au Québec, notre Ouest, c'est le Nord » (La Terre promise: Le mythe du Nord québécois, 1978).

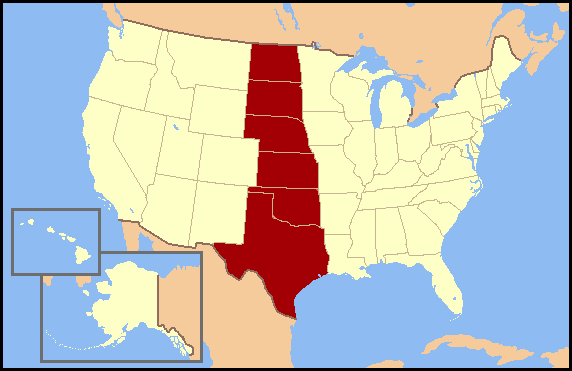
Les six États de la en.

Alors que le recensement de 1880 établit encore une Frontier strip, soit une bande frontière (zh), allant du Dakota du Nord au Texas, l'existence officielle de la frontière prit fin en 1890 lorsque le Bureau du recensement des États-Unis déclara que l'ensemble du territoire dévolu aux États-Unis était dorénavant suffisamment maîtrisé pour qu'il puisse se dispenser d'étudier le mouvement vers l'ouest de la population. Après cette date, on se mit à réfléchir sur le rôle qu'avait joué la frontière dans l'histoire et la psychologie collectives des Américains : en 1893, l'historien Frederick Jackson Turner exprima ses réflexions sur le sujet lors de l'Exposition universelle de 1893 (World's Columbian Exposition) à Chicago. Il affirmait que l'esprit de la frontière avait entièrement modelé la société américaine. Les colons avaient vécu dans un monde vierge qu'il leur avait fallu conquérir en faisant preuve d'un exceptionnel esprit d'initiative et d'innovation, la frontière les avait délivré du fardeau de l'habitude en « offrant de nouvelles expériences, en faisant appel à de nouvelles institutions et à de nouvelles activités ».
La côte Pacifique n'a pas sonné le glas des ambitions impérialistes de la jeune république américaine : après 1890, La Frontière, dans sa dimension mythique, a continué à être repoussée jusque dans l'océan (soumission d'Hawaii, de Porto Rico et des Philippines en 1898, des îles Vierges en 1917...).
La Californie fut le terminus de la colonisation de l'ouest, elle n'en demeure pas moins, aujourd'hui, le point de départ de La Frontière vers d'autres horizons (« the sky is the limit ») : l'environnement ayant été totalement maîtrisé, il s'agit maintenant de maîtriser son propre corps (apparition du culturisme à Muscle Beach). L'essor d'Internet dans la Silicon Valley donne, aujourd'hui, un terrain de jeu illimité aux pionniers des temps modernes.
Le mythe de la Frontière, ou « l'esprit de la Frontière » tel que décrit par Turner, est également largement perceptible dans la culture américaine actuelle, à travers, par exemple, des films d'horreur (comme le Le Projet Blair Witch) ou des personnages entrent, de manière pionnière, en interaction avec un monde vierge, éloigné de la civilisation, ésotérique et hostile.

## La Nouvelle frontière
Si l'existence de la frontière paraît avoir été à l'origine d'un modèle américain basé sur l'innovation, il peut sembler raisonnable de s'efforcer d'en créer de nouvelles pour rendre aux États-Unis leur vigueur passée. Cette considération justifie l'emploi de la formule « New Frontier » dans le discours électoral de J. F. Kennedy en 1960. L’Amérique devait s'assigner un nouvel objectif, une nouvelle barrière devait être surmontée : celle de l'atonie et des inégalités économiques, des fractures sociales et raciales.
Voir aussi pour cette partie
- Autres expressions de l'idée positive de nouveauté dans les formules de la diplomatie américaine :
  - la « Nouvelle Donne » (1932) ;
  - la « Nouvelle Frontière » (1960) ;
  - le « Nouvel Ordre Mondial » (1991) ;
  - le « Nouvel Empire Américain » (2003).

## La frontière et le nazisme
Adolf Hitler était passionné par le Far West durant son enfance, notamment des histoires de cow-boy du romancier Karl May, la vision nazie du futur Lebensraum germanique a ainsi été grandement influencée par le mythe de la Frontière et de la destinée manifeste : la germanisation du Lebensraum, de la Pologne jusqu'aux confins des montagnes de l'Oural, voire jusqu'en Sibérie, et l'anéantissement des populations slaves jugées barbares avaient une mission civilisatrice. Ce processus d'unification des territoires du Grand Reich germanique, sous l'égide de la race aryenne et dans le cadre du Generalplan Ost, devait s'étaler sur plusieurs décennies : l'avancée progressive de la Frontière, dans sa dimension mythique, devait s'effectuer via la construction de villages aryens accaparant les terres agricoles alentour et exterminant, asservissant ou expulsant toujours plus loin vers l'Est les Slaves.